# Tuulijoki (vattendrag i Lappland)
Tuulijoki är ett vattendrag i Finland.   Det ligger i landskapet Lappland, i den norra delen av landet, 800 km norr om huvudstaden Helsingfors.